# Oruro (gemeente)
Oruro is een gemeente (municipio) in de Boliviaanse provincie Cercado in het departement Oruro. De gemeente telt naar schatting 293.673 inwoners (2018). De hoofdplaats is Oruro.

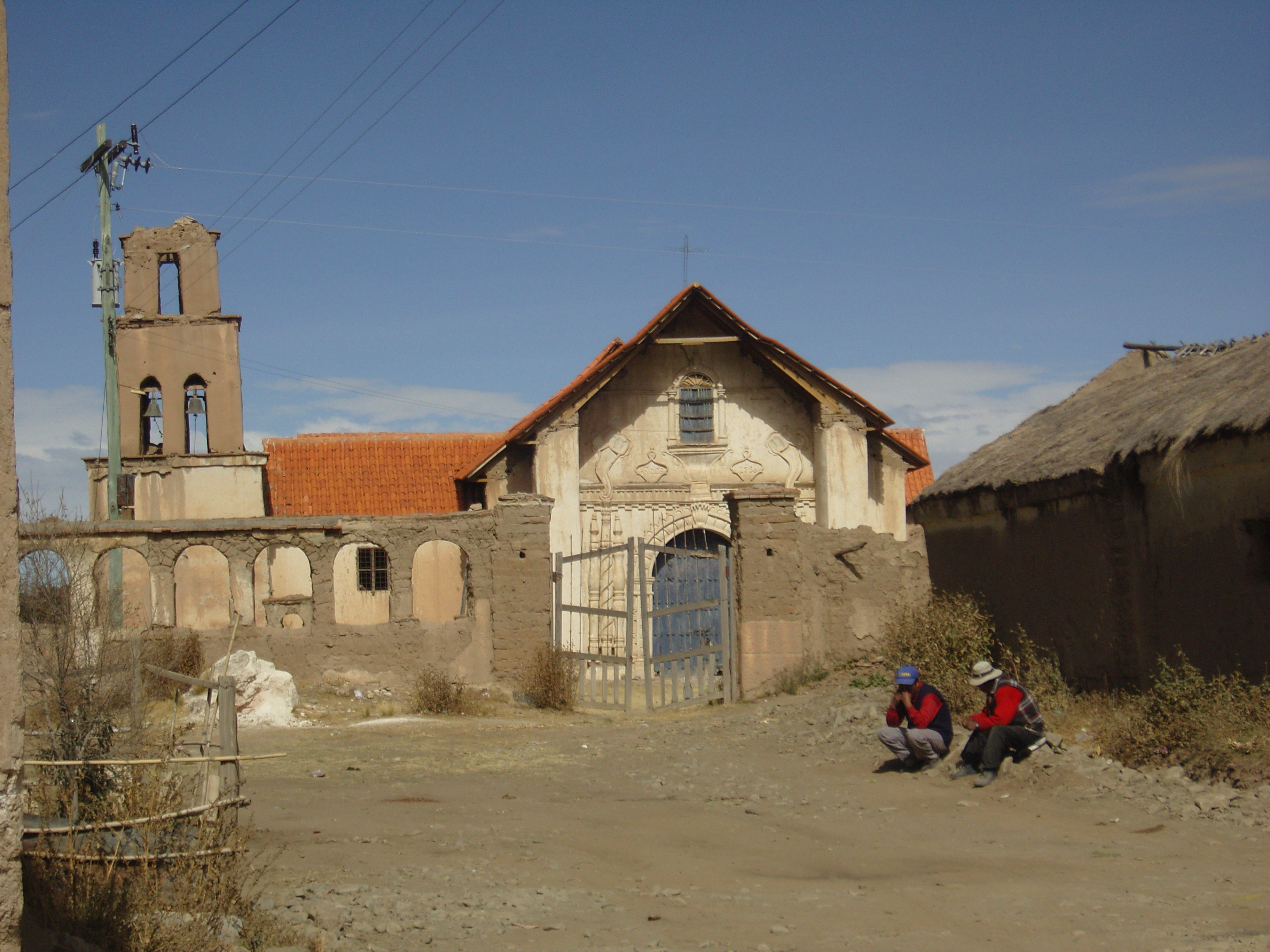
Kerk van Urmiri in Oruro